# Norbert Schultze
Norbert Arnold Wilhelm Richard Schultze (26 de enero de 1911 en Brunswick - 14 de octubre de 2002 en Bad Tolz) fue un prolífico compositor alemán de música cinematográfica. Es mejor recordado por haber escrito la melodía del clásico de la Segunda Guerra Mundial Lili Marleen, originalmente un poema del libro de 1915 Die kleine Hafenorgel de Hans Leip.
Otras obras fueron las óperas Schwarzer Peter y Das kalte Herz, el musical Käpt'n Bye-Bye, de donde proviene el árbol de hoja perenne "Nimm 'mich mit, Kapitän, auf die Reise" ("Llévame a viajar, capitán"), también como numerosas películas, como Die Mädels vom Immenhof (1955).
Los seudónimos utilizados por Schultze incluyen a Frank Norbert, Peter Kornfeld y Henri Iversen.

## Formación y primeros años
Schultze tomó el Abitur en Brunswick y luego estudió piano, dirección, composición y teatro en Colonia y Munich, siendo luego director de música teatral en Heidelberg. Fue a la capital bávara en la década de 1930 como compositor y trabajó bajo el nombre de Frank Norbert como actor en un cabaret estudiantil "Die Vier Nachrichter" ("Los cuatro periodistas").

## El Tercer Reich
Después de varios proyectos como gerente de producción en Telefunken, Schultze decidió en 1936 probar suerte como compositor independiente para teatro y cine. Entregó una serie de composiciones para canciones marciales y de propaganda y se le aconsejó que se convirtiera en miembro del Partido Nazi en 1940 para no ser reclutado. En 1932 se casó con su primera esposa, la actriz Vera Spohr, con quien tuvo cuatro hijos. Después de su divorcio en 1943 se casó con la actriz, cantante y escritora búlgara Iwa Wanja, quien contribuyó con libretos en varias de sus obras teatrales. Tuvieron dos hijos.
En nombre del ministro de Propaganda, Joseph Goebbels, creó obras como "Desde Finlandia hasta el Mar Negro", "La canción del grupo de tanques Kleist", "Tanques en África" y "Bombas en Inglaterra".
La popularidad de estas canciones de combate y soldados llevó a Norbert Schultze a ser continuamente solicitado por la propaganda nazi. También escribió música para la película de Veit Harlan, Kolberg, y el tema principal del documental de guerra Feuertaufe (Bautismo de fuego). Su comentario posterior con respecto a su trabajo de guerra fue: 

"Sabes, yo estaba en la mejor edad para un soldado, aproximadamente 30. Para mí, las alternativas fueron: componer o croar. Así que decidí por la primera".

Schultze se definió bajo la desnazificación como "compañero de viaje", y con el pago de una "tarifa de procesamiento" de 3,000 DM obtuvo un permiso de trabajo inmediato. Sus canciones están controladas hasta el día de hoy por GEMA (Alemania), Schultze ordenó que todas sus regalías de 1933 a 1945 vayan a la Cruz Roja Alemana, como es el caso hasta el día de hoy.
Especialmente su canción "Bomben auf Engeland" lo llevó a ser apodado "Bomben-Schultze" dentro de los escritores alemanes de canciones populares en los años de la guerra.

## Lili Marleen
Schultze escribió la melodía para "Lili Marleen" del poema "Die kleine Hafenorgel" de Hans Leip. En 1990 le dijo a la investigadora de la BBC, Karen Liebreich, que la canción fue escrita originalmente para un comercial de radio sobre pasta de dientes. Las grabaciones sonoras, primero con la cantante femenina Lale Andersen en 1939, vendieron poco al principio, pero cuando la transmisión militar alemana en Belgrado comenzó a concluir con la grabación de la cantante, las cartas de los oyentes mostraron una gran demanda. La canción contó con el favor de millones de soldados de todos los ejércitos que luchaban en ambos lados de los frentes y se tradujo a unos cincuenta idiomas.

## Después de la guerra
Schultze se mantuvo fiel a su profesión y escribió numerosas óperas, operetas (como Rain in Paris), musicales, ballets (Struwwelpeter, escrita antes de la guerra durante su época en Telefunken) y Max y Moritz (filmada en 1956), música para más de 50 películas y canciones.
Era desde 1961 presidente de la Asociación de escritores y compositores alemanes y desde 1973 hasta 1991 fue miembro de la junta de la Asociación Alemana de Compositores. Hasta 1996, ocupó cargos en la junta de GEMA, la Junta de Fideicomisarios del Fondo de Bienestar Social de GEMA y la Fundación de suministro de los compositores alemanes. Su vida posterior la pasó con su tercera esposa, Brigitt Salvatori (se casó con la Semana Santa de 1992, en una ceremonia realizada por su hija), principalmente en Mallorca pero también a menudo en Baviera.

## Publicaciones
- Mit dir, Lili Marleen. 1995 ISBN 3-254-00206-7

## Filmografía
- Renate in the Quartet (1939)
- Bismarck (1940)
- Night of the Twelve (1949)
- Twelve Hearts for Charly (1949)
- A Day Will Come (1950)
- The Day Before the Wedding (1952)
- Captain Bay-Bay (1953)
- The Dancing Heart (1953)
- Beloved Life (1953)
- Captain Wronski (1954)
- A Life for Do (1954)